# Rotterdam-Gerät
Rotterdam-Gerät ist die deutsche Bezeichnung eines englischen Radargerätes, das in einem im Zweiten Weltkrieg bei Rotterdam abgeschossenen britischen Flugzeug eingebaut war. Der Bomber vom Typ Stirling wurde in der Nacht vom 2. auf den 3. Februar 1943 bei einem Angriff auf die Rotterdamer Raffinerien abgeschossen. Dabei handelt es sich um ein Exemplar des britischen H2S-Systems, welches vorher nur einmal bei einem Angriff auf Hamburg am 30. Januar 1943 von der Royal Air Force eingesetzt worden war. Bei der Bergung durch deutsche Truppen konnten Teile des Geräts sichergestellt werden. Da die technischen Eigenschaften des Gerätes den deutschen Wissenschaftlern nicht klar waren, wurde ein Ausschuss unter der Bezeichnung Arbeitsgemeinschaft Rotterdam (AGR) gegründet. Die Protokolle wurden nach dem Krieg von der Deutschen Gesellschaft für Ortung und Navigation – damals noch unter dem Namen Ausschuß für Funkortung – veröffentlicht.

## Technik
Obwohl das Sichtgerät in Form einer Kathodenstrahlröhre zerstört worden war, konnte ermittelt werden, dass es sich bei dem Gerät um einen Sender im Zentimeter-Wellenbereich von großer Leistung handelte. Auch ein dazugehörender Empfänger und die Antenne konnten geborgen werden. Doch der Verwendungszweck konnte durch das Fehlen von Bedienelementen und Bediengeräten zunächst nicht ermittelt werden, da die AGR-Mitarbeiter davon ausgingen, dass Radarstrahlen nur von metallenen Gegenständen wie Schiffen und Flugzeugen reflektiert werden könnten; dass bebaute Gebiete, Flüsse und Felder verschiedene Signaturen zurückreflektieren, war der AGR unbekannt. Auf einem der Berliner Flaktürme wurde das Rotterdam-Gerät mit dem Bediengerät für Tests aufgebaut, bei denen eine grobe Karte von Berlin mit seinen Flussläufen und Kanälen dargestellt werden konnte. Das war erst möglich, nachdem in einem weiteren abgeschossenen Bomber ein intaktes Bedienteil samt Röhre geborgen worden war. Zusammen mit dem Sender des Rotterdam-Gerätes konnte ein komplettes Gerät zusammengesetzt werden. Nun war offensichtlich, dass es sich bei dem System um ein Bodenradargerät handelte, welches als wetterunabhängiges Bombenzielgerät eingesetzt wurde.

## Folgen
Mit dem Fund des bis dahin in Deutschland für die RADAR-Anwendung untauglich angesehenen Magnetrons konnten nun eigene Radargeräte für neue höhere Frequenzbereiche entwickelt werden, wie beispielsweise das „Berlin“ oder Gegenmaßnahmen wie „Naxos“. Lag die höchste Frequenz zuvor bei 500 MHz, konnten nun mit dem erbeuteten Magnetron Frequenzen bei 3000 MHz erzeugt werden. Magnetrons sind nicht sehr frequenzstabil. Erst nachdem man die Empfangsfrequenz direkt aus der Sendefrequenz ableitete war das Magnetron für die RADAR-Anwendung brauchbar. Das Mehrkammer-Magnetron war 1935 von Hans Erich Hollmann zum Patent angemeldet worden.